# 保加利亞證券交易所 - 索菲亞
保加利亞證券交易所 - 索菲亞是保加利亞的一家證券交易所，位於索菲亞。這家證券交易所也是保加利亞首家證券交易所，開業於1991年10月10日。保加利亞證券交易所的股票在2011年1月公開上市。

## 外部連結
- 官方网站 （保加利亚文） （英文）